# Disney Television Studios
Disney Television Studios es la división de entretenimiento televisivo de Disney Entertainment, de The Walt Disney Company. Se estableció el 15 de mayo de 2019 como el sucesor de la iteración original de Walt Disney Television luego de la adquisición de 21st Century Fox por parte de Disney.
Los activos actuales de la división incluye a ABC Signature, 20th Television, 20th Television Animation, Searchlight Television en conjunto con Searchlight Pictures; y la unidad recién formada Walt Disney Television Alternative.

## Historia
Disney Television Studios se estableció después de que The Walt Disney Company completara la compra de 21st Century Fox el 20 de marzo de 2019.

## Activos

### Actuales
- 20th Television
- 20th Television Animation
- ABC Signature
- Searchlight Television
- Walt Disney Television Alternative

### Anteriores
- 20th Television (first incarnation) — absorbido por Disney–ABC Domestic Television
- ABC Signature Studios (2013–20) — se fusionó con ABC Studios para formar ABC Signature
- ABC Studios (2007–20) — originalmente la primera encarnación de Touchstone Television (1985-2007), se fusionó con ABC Signature Studios para formar ABC Signature
- Touchstone Television (segunda encarnación) — originalmente Fox Television Studios (1997–2014), Fox 21 (2004–14) y Fox 21 Television Studios (2014–20), integrado en 20th Television.